# Cometes soledari
Cometes soledari là một loài bọ cánh cứng trong họ Cerambycidae.